# Metavyhledávací systém
Metavyhledávací systém zjednodušeně umožňuje vyhledávání ve více vyhledávacích nástrojích nebo adresářích současně. Metavyhledávací systémy nemají vlastní databáze, katalogy a data. Dotazy uživatelů posílají do jednotlivých databází, které je automaticky a simultánně vyhodnotí a poté mu prezentují celkové výsledky vyhledání najednou. Výsledky sestavují dle svého předem určeného algoritmu. Přičemž každý metavyhledávací systém pracuje jinak a má specifický algoritmus. Výsledky vyhledávaní se mohou značně lišit.

## Výhody
- Pro přístup k více vyhledávacím systémům se uživatel musí naučit práci jen s jedním rozhraním. Nemusí brát ohledy na odlišnosti ve vyhledávání jednotlivých systémů.
- Eliminují duplicity ve vyhledávání.
- Není třeba sledovat nově se objevující vyhledávací systémy. Tato starost připadne správcům metavyhledávacího systému. Uživatele se přidání nového zdroje přímo netýká a pravidla dotazování zůstávají stejná.
- Z hlediska uživatele je efektivnější každý dotaz zadávat pouze jednou. Dotaz je vyhodnocen paralelně a není potřeba jej zadávat každému systému zvlášť.
- Metavyhledávací systémy přispívají k vyšší úplnosti vyhledávání. Jednotlivé systémy se neliší jen množství indexovaných souborů, ale také obsahovým zaměřením databáze. Díky využití metavyhledávacího systému má tak uživatel vyšší šanci, že na zadaný dotaz dostane více relevantních dokumentů.

## Nevýhody
- Jednotný přístup ke všem systémům musí být nutně řešen obcházením rozhraní jednotlivých systémů. Uživatel je ochuzen o speciální možnosti vyhledávání v těchto jednotlivých systémech. Například při formulaci dotazu dochází k jistému zobecnění možností a pokud uživatel není spokojen s dosaženou přesností vyhledávání, musí se obrátit na konkrétní vyhledávací systém.
- Uživatelé přicházejí o informace reklamního charakteru. Právě díky reklamě jsou některé vyhledávací systémy pro uživatele zdarma. Na druhou stranu, jde i o přínos metasystémů při snižování informačního přehlcení.
- Ne vždy je relevantní dokument nalezen i přesto, že je indexován v databázi použitých informačních zdrojů.
- S nárůstem objemu informací, narůstá i požadavek na vyšší výkon počítačů a vyhledávacích systémů. Každý dotaz vyžaduje navázání více spojení s více servery a na zpracování výsledku se podílí více počítačů.

## Příklady webových metavyhledávacích systémů

### MetaCrawler
MetaCrawler byl jeden z nejpopulárnější metavyhledávacích systémů. Nabízel také obrázky, audio a video. Od roku 2014 je přesměrován na Zoo.com.

### Vivisimo
Mimo vyhledávání nabízí navíc organizaci informací.

### KartOO
Nabízí k prohlížení populární vyhledávače jako Google, Baidu (Čína), Yahoo a Ask. K tomu přidává i další služby YouTube, eBay, Facebook, Amazon, Paypal,...

### Dogpile
Opět dokáže prohlédnout vyhledávače jako Google, Yahoo!, Bing, Ask, ... K tomu přidává například i telefonní seznam a novinky.

### Excite
Prohledává pomocí Google, Yahoo! a Bing. Možné je i pokročilé hledání. Nadstandardní je nápověda pro další hledání (Are you looking for?).

### WebCrawler
Mimo Google, Yahoo!, Bing, Ask a klasického vyhledání textu, obrázků, videí, má i doplňkovou nabídku (lístky, počasí, horoskopy,...)

### WhatUseek
Meta prohlížeč webu (nejmenší počet výsledků z předchozích), po přihlášení poskytuje také vyhledávač SiteLevel internal site search, WhatUseek Directory a další.